# Вопрос смертной казни
Обсуждение смертной казни  — общественная дискуссия с участием широкого круга учёных, политических, общественных и религиозных деятелей, организаций, общественных движений, обсуждающая вопрос допустимости применения смертной казни как средства уголовного наказания, применяемого государством, как правило, за совершение тяжких преступлений.
Смертная казнь как высшая мера наказания вызывала и вызывает ожесточённые споры. Аргументацию «за» и «против» смертной казни можно найти в религиозных текстах («око за око», «не убей»). Как за отмену, так и за применение смертной казни высказываются различные политики и общественные деятели.

## Аргументы противников смертной казни

### Судебные ошибки
Нигде ещё не удалось создать юстицию, работающую без ошибок. А это, при наличии смертной казни, означает, что неизбежно казнят невиновных.
В 1949 году по обвинению в убийстве своей беременной жены и двухлетней дочери был повешен Тимоти Эванс. Лишь спустя четыре года серийный убийца Джон Кристи, который в прошлом свидетельствовал на суде против Эванса, признался в этом убийстве. Он был повешен, а Тимоти Эванс был посмертно реабилитирован. Дело Тимоти Эванса — одна из самых ярких историй в споре о смертной казни.
Ошибки при вынесении смертных приговоров встречаются относительно часто: согласно исследованиям в 1987 году среди смертных приговоров, вынесенных в США, было 349 ошибочных, причём 23 из них было приведено в исполнение. Согласно данным других исследований, с 1978 по 2007 год в США был вынесен оправдательный приговор в отношении 126 лиц, ранее осуждённых к смертной казни; при рассмотрении 2/3 дел данной категории допускались существенные судебные ошибки, в 82 % случаев, когда изначально осуждённому назначалась смертная казнь, при пересмотре дела суд выбирал более мягкую меру наказания. Случаи оправдания несправедливо осуждённых к смертной казни (нередко через десятки лет после вынесения приговора) встречаются и в истории Великобритании, Бельгии, Филиппин, Турции, Малайзии, Китая, Белиза, Пакистана, Украины, Японии и др. В России в 1998 году Судебная коллегия по уголовным делам Верховного суда отменила приговоры 11 лиц, осуждённых к смертной казни из-за ошибок в применении норм уголовного и уголовно-процессуального права. В целом в 2006 году высшей судебной инстанцией отправлялось на новое рассмотрение или прекращалось 61,2 % дел, причём только за отсутствием события преступления было прекращено производство в отношении более 30 лиц.
Тем не менее, основной мотивацией оппонентов смертной казни, является, как правило не столько желание уберечь невинную жизнь, сколько соответствовать коллективно бессознательному моральному стандарту о триумфе жизни над смертью. Подтверждением тому служит тот факт что большинство оппонентов смертной казни продолжают настаивать на неприемлемости подобного вида наказания даже если вина осужденного была бесспорно доказана (PragerU, 2017, August 7). Это имеет риск поставить под сомнение альтруистичную повестку части аболиционистского движения.

### Не предотвращает преступлений
Проблема сдерживающего воздействия смертной казни имеет давнюю историю. Так, ещё в Древней Греции устрашающее воздействие смертной казни ставил под сомнение Диодот.
Отмечается, что в большинстве случаев преступник рассчитывает избежать наказания, вследствие чего смертная казнь не оказывает должного сдерживающего воздействия. Кроме того, человек, совершивший преступление, наказываемое смертной казнью, и преследуемый правосудием, может посчитать, что находится в ситуации, когда ему нечего терять, в результате чего совершает новые преступления, в том числе с целью избежать ответственности. Отмечается, что смертная казнь неэффективна в отношении одной из наиболее опасных категорий современных преступников — террористов, совершающих преступления по идеологическим мотивам, так как многие из них являются смертниками или постоянно рискуют жизнью в ходе совершения преступления. Аналогичные эксперименты проводились и в других странах, они показали, что присутствие смертной казни не вызывает значимых изменений в динамике убийств.
В научных исследованиях отсутствуют убедительные доказательства того, что смертная казнь является более эффективным средством снижения уровня преступности, нежели другие виды наказаний. В последнем таком исследовании, проведённом по заказу ООН в 1988 году и дополненном в 2002 году, изучалась связь между смертной казнью и количеством убийств и был сделан вывод:
…было бы неверным принять гипотезу о том, что смертная казнь влияет на снижение числа убийств в существенно большей мере, чем угроза и применение менее сурового, на первый взгляд, наказания — пожизненного заключения.
Казнь преступника порождает иллюзию того, что общество «очистилось» и что жизнь его членов стала более безопасной. Казнь не способствует борьбе с социальными причинами тягчайших преступлений. Напротив, атмосфера жестокости и кровожадной беспощадности в обществе, которая легитимизируется государством, использующим смертные казни, лишь создаёт новые предпосылки и благоприятные условия для ещё более страшных и жестоких преступлений.
Более того, существуют основания предполагать, что нередко психически неустойчивые люди совершают преступления, за которые они могут быть казнены, именно потому, что они желают быть казнёнными (та же мотивация, что в случае «самоубийства с помощью полицейского»).

### Критика со стороны специалистов
Основными факторами, провоцирующими преступность, являются бедность, невежество, неравенство, психические отклонения конкретного преступника. Смертная казнь никак не может влиять на указанные причины.
Сергей Пашин, заслуженный юрист России:
Два обездоленных человека, ни в чем не согласных друг с другом, легко сходятся в одном: причина их бед — в злокозненном существовании третьего (затем четвёртого, пятого и т. д.) лица. Будучи исторически обусловленным порождением „коллективного бессознательного“, тяга людей к ритуалу совместного убийства „козла отпущения“ (бывшего товарища, преступника, преуспевающего соседа, инородца) не может быть ослаблена и искоренена иначе, чем путём долголетнего культурного развития.
Тэргуд Маршалл, член Верховного суда США:
Реалии смертной казни таковы, что часто не характер преступления, а национальная или социальная принадлежность или политические взгляды обвиняемого играют решающую роль при решении вопроса, обречь его на смерть или даровать жизнь.
С 2003 года, 10 октября был объявлен Всемирный день борьбы со смертной казнью (World Day Against the Death Penalty). Он учреждён Всемирной коалицией по запрету смертной казни, в которую входят более 135 правозащитных организаций, в том числе «Международная амнистия».

### Смертная казнь порождает преступления
Практике известно достаточно много случаев, когда установление за определённое преступление смертной казни не только не приводит к снижению его показателей, но и даёт обратный результат, либо приводит к совершению более тяжких преступлений. Так, указом Президиума Верховного Совета СССР от 30 апреля 1954 года была введена смертная казнь за умышленное убийство. Результатом стал рост числа совершаемых убийств за счёт того, что преступники, чтобы уменьшить вероятность привлечения к ответственности, стали убивать не только потерпевших, но и свидетелей своих деяний. Введение в 1961 году в СССР смертной казни за изнасилование с отягчающими обстоятельствами не привело к снижению числа изнасилований. При этом возросло число убийств, сопряжённых с изнасилованиями, так как преступники стремились лишать жизни своих жертв, чтобы те не могли дать против них показания.

### Дегуманизация общества
Все основные религии в мире делают упор на такие моральные качества, как гуманизм, доброта, сострадание и мягкосердечность. Однако от древности вплоть до XIX века смертная казнь применялась повсеместно. Например, в Ветхозаветные времена Израильское государство должно было наказывать смертью людей, демонстративно нарушающих религиозные запреты. Такое наказание считалось не уничтожением Божественного творения, а восстановлением Божественного порядка вещей. Христианские страны применяли смертную казнь в разнообразных видах и в огромных масштабах на протяжении почти 1500 лет — как за уголовные, так и за религиозные нарушения, а последние случаи публичного сожжения еретиков происходили в Европе ещё и в XIX веке. По мнению ряда противников смертной казни, использование её как средства восстановления социальной справедливости представляет собой возврат к принципу талиона, отвергнутому современным правом, что порождает правовой нигилизм. Кроме того, отмечается, что даже смерть убийцы далеко не всегда способна восполнить тяжесть потери.
Как указывает авторский коллектив «Курса уголовного права», подготовленного кафедрой уголовного права и криминологии МГУ, применение смертной казни государством подрывает такой основополагающий принцип общественной морали и нравственности, как полная неприкосновенность человеческой жизни; при этом государство «оправдывает убийство в общественном сознании, низвергая высшую ценность — жизнь человека — на уровень волевого акта».
Андрей Сахаров, академик АН СССР:
Наличие института смертной казни дегуманизирует общество. Я выступал и выступаю против смертной казни (и не только в СССР) ещё и потому, что эта мера наказания предусматривает наличие постоянного страшного аппарата исполнителей, целого института смертной казни.

### Резонансные случаи казней
- Ван Туонг Нгуен
- Трой Дэвис
- Кристиан Ранусси
- Юлиус и Этель Розенберги
- Стэнли Уильямс

## Аргументы сторонников смертной казни
Аргументы в защиту смертной казни:
- Защита интересов общества
- Замена суду Линча
- Надёжнее, чем пожизненное заключение (отсутствие амнистии)
- Невозможность рецидива
- Принцип талиона
- Предупреждение преступности
- Экономия на содержании заключённых

### Мягкость пожизненного заключения
Многие противники смертной казни убеждают оппонентов в том, что пожизненное заключение — более жёсткое наказание. Тем не менее, сторонники смертной казни приводят определённые доказательства того, что пожизненное заключение для убийц — более мягкая участь, а смертной казни преступники боятся больше всего. Отмечается, что осужденные, приговоренные к пожизненному лишению свободы, занимаются творчеством, создают ансамбли, что ставит под сомнение суровость пожизненного заключения.
Журналист Аркадий Мамонтов рассказал об эксперименте, который был проведён в одной из колоний для пожизненно осуждённых, и свидетелем которого он был сам:
Провели эксперимент, так, тихий, между собой. Они взяли и объявили одному извергу то, что его убьют, будет смертная казнь завтра. Для него мораторий отменён. И его повели по коридору, как бы стрелять. Он наложил в штаны там, он кричал, рвался, кричал: «Я хочу жить, по-любому, я хочу жить!» — вот что было.
В октябре 1996 года журналист Юрий Дзарданов брал интервью у двух людей, приговорённых к высшей мере наказания — смертной казни через расстрел — бывшего офицера Александра Пустовита и бывшего учителя физики Игоря Лендьела, которые убили несколько человек. Спустя пять лет, когда смертная казнь обоим была заменена на пожизненное лишение свободы, Дзарданов вновь взял интервью у них, и провёл сравнение — что из себя представляли Пустовит и Лендьел, когда смертная казнь была ещё в силе, и теперь, когда она им уже не угрожает. При этом он отметил, что настроение у обоих было хорошим, в отличие от растерянного состояния до замены смертного приговора.
Это подтверждает и Олег Алкаев, бывший руководитель команды по приведению смертных приговоров в Белоруссии. Он многократно присутствовал непосредственно на расстрелах и рассказал следующее:
…ожидание смерти — это страшная кара. Она вполне компенсирует те страдания, которые они (убийцы) причиняют жертве. Это для тех родственников, у которых погибли люди от рук убийц. Вот только об этом никто не знает, кроме участников расстрельного процесса… <…> Таким пессимистам, которые просят расстрелять, никто не отнимал права распорядиться личной жизнью по своему усмотрению. Сплети верёвку — из носков там, из трусов… и попрощайся с этой жизнью, никто же этого не делает. Человек, приговорённый к смертной казни, согласен жить без рук, без ног.
Известен и другой факт. Террорист Закариас Муссауи, участвовавший в организации террористических актов 11 сентября 2001 года и соучастник убийства около 3000 человек, был судим в мае 2006 года. Ему грозила смертная казнь, однако приговором стало пожизненное заключение. Услышав приговор, Закариас закричал: «Америка, я выиграл, ты проиграла!».

### Опасность пожизненного заключения
Любое заключение, в том числе и пожизненное, полностью не устраняет угрозу безопасности общества. Так, при пожизненном заключении не исключается побег осуждённого. В России и в мире случаи удачных побегов из колоний для осуждённых на определённые сроки и пожизненное заключение имели место. В большинстве случаев преступников удавалось поймать и вернуть в тюрьму, но при этом проходило много времени. За это время преступник может совершить новое преступление.
Существует опасность для охранников тюрем и сокамерников убийц. На камере каждого пожизненного осуждённого висит табличка, где коротко описывается преступления осуждённого (например «Убил с особой жестокостью шесть детей») и склонен ли он к агрессии. Известны случаи, когда преступники продолжали совершать убийства даже в тюрьме. К примеру известный колумбийский серийный убийца Педро Алансо Лопес, приговорённый за убийство четырёх человек к восьми годам заключения, убил четырёх сокамерников в тюрьме. Другой серийный убийца, американец Дональд Гаскинс смог даже совершить заказное убийство, находясь в тюрьме. Осуждённый за убийство восьми человек, в тюрьме он совершил (по заказу человека, находившегося на свободе) убийство своего сокамерника Рудольфа Тинера, взорвав ему голову. После этого Гаскинс был приговорён к смертной казни, что и было сделано.
Из знаменитой тюрьмы Алькатрас неоднократно пытались совершить побеги люди, совершившие преступления, но не осуждённые к смертной казни. При этом неоднократно происходили убийства охранников и заключённых, не участвовавших в побегах. Так в 1938 году при неудачной попытке побега был убит безоружный охранник, кроме того, погиб один из бежавших. Самая известная попытка побега из Алькатраса, «Сражение за Алькатрас», была предпринята тремя заключёнными со 2 по 4 мая 1946 года, в результате которой были убиты два охранника (один скончался от тяжёлых ранений позже) и трое причастных к побегу заключённых, а 14 охранников и один заключённый получили ранения.
При этом, если нет смертной казни, налицо замкнутый круг. Преступник убивает охранника, зная, что всё равно из тюрьмы не выйдет, поэтому новый срок, который будет поглощён пожизненным заключением, или второе пожизненное заключение ничего не изменят. Ухудшить жизнь осуждённого никак нельзя — он останется в своей тюрьме для пожизненно заключённого, так как другого наказания нет (такова ситуация в России). Убийства охранников тюрем заключёнными происходят во всём мире.
Возможно освобождение по амнистии (в том числе и при смене политического режима). Практически существующие нормы отбывания пожизненного заключения, по крайней мере, в Российской Федерации, не исключают выход приговорённого на свободу через 25 лет. Даже в случае пожизненного заключения без права на досрочное освобождение (такая формулировка существует в законе США) у преступников есть возможность выйти на свободу. В частности, если преступник является гражданином другой страны, его могут депортировать отбывать наказание на родину, где возможно его помилование и немедленное освобождение. Такой случай, к примеру, имел место в Болгарии в 2007 году.

### Угроза суда Линча
Родственники жертв не всегда мирятся с приговорами судов, сохраняющими убийцам жизнь. Люди идут мстить убийцам своих близких, сами совершая убийства. Многие из таких дел становятся резонансными. Криминолог Владимир Овчинский так прокомментировал ситуацию:
Россию захлёстывает волна самосудов. Самосуды были всегда. Они берут начало из обычаев кровной мести. Кровная месть жива и сейчас. Она расползлась уже за пределы Северного Кавказа. Но самосуд и попытки самосуда возникают то в одном, то в другом регионе России и без кровной мести <…> Сначала следует ложь о последовательном снижении преступности в стране. Потом исходя из этой лжи меры по гуманизации уголовного законодательства. Дальше директивные указания по вертикали судебной власти — «меньше сажать», «больше выпускать условно-досрочно». А потом… Потом полное безверие на способность власти защитить. И, как следствие, самосуды.
В 1997 году маньяк Владимир Ретунский был осуждён за убийство восьми девушек. Когда проходил судебный процесс, в зале суда приходилось держать усиленную охрану, чтобы избежать самосуда со стороны его земляков. Суд приговорил Ретунского к высшей мере наказания. Однако в силу вступил мораторий на смертную казнь, и ему было назначено наказание в виде 15 лет лишения свободы, так как в то время ещё не назначали пожизненное лишение свободы. Отбывал наказание во Владимирском централе. Отсидев 15 лет, в 2012 году Ретунский вернулся на родину и поселился у сестры. В настоящее время Владимир Ретунский находится под стражей по обвинению в краже. Тем не менее за время его нахождения в деревне атмосфера была очень накалена.
Мнения потерпевших в этом плане совпадают. Владимир Добреньков признался, что если бы у него был пистолет, то он бы застрелил бы всех подсудимых по делу об убийстве его дочери. Лариса Бойко сказала, что если бы ей дали пистолет, то она не задумываясь застрелила бы Вороненко. Владимир Кочергин честно признался, что у него всё было готово, чтобы убить обвиняемых в убийстве его дочери прямо в здании суда, но в последний момент он передумал.
Место массовым самосудам также есть. В 2005 году в Дагестане, в селе Башлыкент были убиты две девочки. Жители села сожгли подозреваемого заживо. После жестокого убийства в деревне мальчика Богдана Прахова летом 2012 года местные жители целой группой вышли на поиски его убийцы, при этом все вооружились, многие сказали, что собираются убить преступника. Самосуд в России в последнее время становится обсуждаемой и волнующей темой.

### Террористическая угроза
Считается, что смертная казнь никак не влияет на религиозных террористов, так как террорист-смертник не боится смерти и готов лишить себя жизни за место на небесах. Поэтому смертная казнь в данном случае неэффективна. Но писатель и известный защитник смертной казни Михаил Веллер указал на другой фактор полезности смертной казни в борьбе с терроризмом. Дело в том, что в мире неоднократно происходили захваты заложников террористами, где требованием в обмен на освобождение захваченных было освобождение других террористов, сидящих в тюрьме. Подобные происшествия заканчивались либо штурмами спецназа (при которых уничтожались захватчики, но почти всегда гибло несколько заложников и силовиков), либо террористам шли на уступки и преступники выходили на свободу. По мнению Веллера, из-за того, что по отношению к пойманным террористам применялась не смертная казнь, а тюремное заключение, это давало повод к захватам заложников и кровавым финалам данных происшествий. Кроме того, известны случаи, когда террористов готовили к убийствам прямо в тюрьмах.

### Экономическая несправедливость тюремного заключения
Содержание осужденных к любому виду тюремного заключения происходит за счет государства, которое, в свою очередь, получает средства в виде налогов от своих граждан. Кроме того, учитывая особенности личности многих осужденных к пожизненному заключению, они зачастую не могут быть привлечены к трудовой деятельности для самообеспечения. Сторонники смертной казни считают это несправедливостью, так как в числе налогоплательщиков, на средства которых содержатся пожизненно заключенные, могут находиться жертвы и пострадавшие от их преступлений.
На содержание каждого заключенного ежегодно выделяются средства из государственного бюджета. В России, по словам заместителя главы ФСИН, на содержание каждого заключенного расходуется около 4 800 рублей в месяц или 57 000 рублей ежегодно. В США, по данным Института юстиции Веры, на каждого осужденного тратится около $31,000 ежегодно, при этом цифра может отличаться в большую или меньшую сторону в зависимости от штата.

### Право на возмездие
Многие родственники жертв считают справедливой смертную казнь и не верят в пожизненное заключение как способ возмездия. Принцип талиона — «Око за око, зуб за зуб, жизнь за жизнь» в данном случае не работает в буквальном смысле этого слова, так как преступник остаётся жить. Кинорежиссёр Станислав Говорухин считает, что важно разграничивать месть и возмездие, и если родственник жертв просит о жёстком наказании со стороны государства, это не есть месть, а справедливое возмездие. С ним соглашается журналист Максим Шевченко, признавая факт неэффективности смертной казни с точки зрения криминалистики, но при этом говорит об адекватном воздаянии, соответствующем совершённому преступлению.
Известный теоретик смертной казни Владимир Добреньков, профессор социологии, отец убитой Марии Добреньковой, считает, что если отнята жизнь другого человека, то единственное возмещение — жизнь преступника, абсолютно, она должна быть отнята у него.
Из известных примеров, о справедливом возмездии в виде смертной казни за невинно убиенных близких просил и Заслуженный деятель искусств России Леонид Шкарупа, чью дочь и внуков убили за одну ночь. Потерпевшие в большинстве своём признаются, что хотят смертной казни убийцам, считая это справедливой карой, соответствующей содеянному. О возмездии иногда просят не только потерпевшие, но и нейтральные люди, возмущённые преступлением, выражая свою позицию на демонстрациях и пикетах.

### Невозможность рецидива
Считается, что смертная казнь не предотвращает преступлений. Но говорить о том, что преступление могло бы быть предотвращено, можно только в том случае, когда оно уже свершилось. Предсказать будущее человека нельзя, однако можно смело утверждать, что смертная казнь гарантирует то, что лишённый жизни преступник не совершит новых преступлений.
Пожизненное заключение не гарантирует прекращения рецидива: преступник может продолжать убийства в тюрьме. Кроме того, в России происходит около 8 тысяч убийств ежегодно. Посадить всех убийц пожизненно невозможно (с этим не справится бюджет), а это означает, что неизбежно убийцам будут давать определённые сроки, которые они будут отбывать и выходить на свободу, после чего вполне возможен рецидив. В случае смертной казни приговор приводится в исполнение в течение относительно быстрого времени (5, 10, 15 лет со дня оглашения приговора). Известен ряд случаев:
- Российский серийный убийца Иван Панченко в молодости убил своего сослуживца. Он отсидел, вышел и после этого убил 4 девочек. В настоящее время осуждён на пожизненное заключение.
- Колумбиец Педро Алансо Лопес был приговорён за убийство четырёх человек к восьми годам заключения. В тюрьме он убил четырёх сокамерников (за что, впрочем, наказан не был). После выхода на свободу он убил 50 девушек (хотя сам он признался более чем в 300 убийствах).

Сообщения о рецидивах со стороны убийц появляются регулярно.

### Сдерживающий фактор
Факт того, что смертная казнь не сдерживает преступлений, а в частности убийств, оспариваются. Так, политолог Сергей Кургинян, ссылаясь на американских коллег, говорит о 20 спасённых жизнях в результате казни одного преступника. Сотрудники университета Эмори говорят о 18 спасённых жизнях. В университете Хьюстона было подсчитано, что 150 убийств в штате Иллинойс не произошли бы в случае наличия в данном штате смертной казни. В университете Пеппердайн соглашаются со всеми вышеуказанными количествами и заявляют о снижении убийств на 75 случаев ежегодно с помощью смертной казни. В России с этой точкой зрения согласен юрист Павел Астахов, считающий, что убийства с особой жестокостью можно остановить только лишением жизни убийц.

### Комментарии
1. ↑  Данный сюжет был показан в программе «Приговорённые пожизненно» в серии «Шестой коридор».